# Pekinger Pudu-Tempel

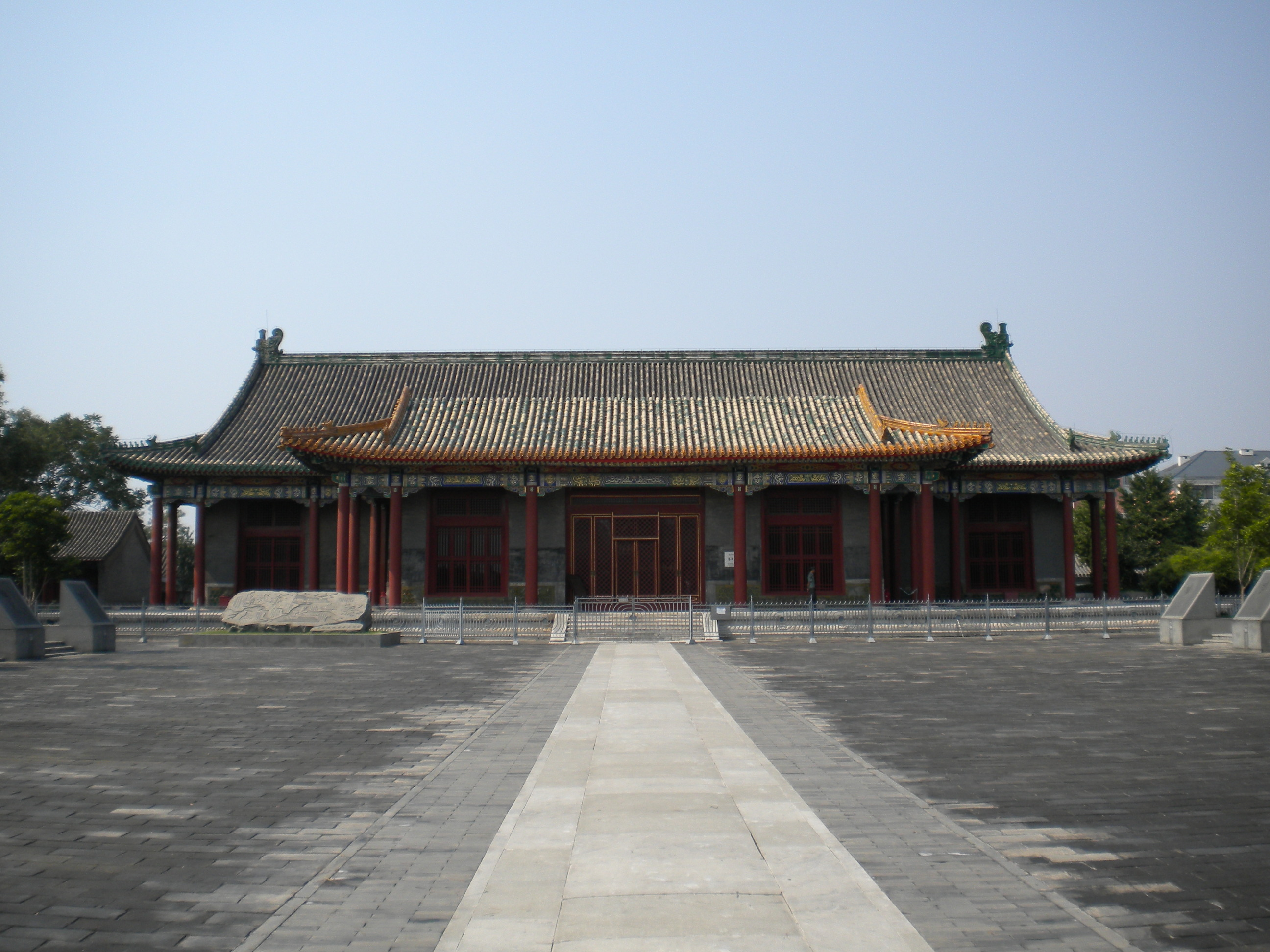
Haupthalle des Pudu-Tempels

Der Pudu-Tempel (chinesisch 普渡寺 oder 普度寺, Pinyin Pǔdù sì, englisch Pudu Temple – „Tempel der Universalen Erlösung“) in der chinesischen Hauptstadt Peking ist einer der Pekinger „Acht äußeren Tempel des Kaiserpalastes“ (Gugong wai bamiao). Er liegt an der Ostseite des nördlichen Endes der Nanchizi-Straße im Stadtbezirk Dongcheng in der Nähe des Tores Donghuamen im Osten der Verbotenen Stadt. 
Eine frühere Prinzenresidenz von Dorgon in der frühen Zeit der Qing-Dynastie wurde im Jahr 1694 zu einem Tempel des tibetischen Buddhismus umgebaut. Nach dem Niedergang des Kaiserreichs wurde die Anlage zwischenzeitlich in ein Schulgelände umfunktioniert, später ein Steuermuseum darin untergebracht. In jüngerer Zeit wurde der Tempel aufwendig restauriert.
Der Pudu-Tempel war der Verehrung von Mahakala geweiht, einer tibetischen Schutzgottheit des esoterischen Buddhismus, die es im Pantheon der Mongolen und auch bei den Mandschu zu Popularität brachte. 

## Denkmal
Die Haupthalle des Pudu-Tempels steht auf der Liste der Denkmäler der Regierungsunmittelbaren Stadt Peking (3-28).

## Verschiedenes
In dem bekannten Feature Song für den 100-Tage-Countdown der Olympischen Sommerspiele 2008 (Beijing huanying ni) trat die Sängerin Sun Yue an dieser historischen Stätte auf.